# Stupsk
Stupsk [pronunciación en polaco: /stupsk/] es un pueblo ubicado en el Condado de Mława, voivodato de Mazovia, en el este de Polonia central. Es el asiento del gmina (distrito administrativo) llamado Gmina Stupsk. Se encuentra aproximadamente a 11 kilómetros al sureste de Mława y a 98 kilómetros al norte de Varsovia.